# Tony Donnelly
Anthony Donnelly (tháng 4 năm 1886 – tháng 4 năm 1947) là một cầu thủ bóng đá người Anh thường thi đấu ở vị trí hậu vệ.
Donnelly thi đấu bóng đá chuyên nghiệp với Tonge F.C. và Heywood United trước khi chuyển đến Manchester United năm 1908. Ông giúp United vô địch Football League First Division năm 1911, nhưng năm 1913, ông bị chuyển đến Glentoran. Sau đó, ông cũng thi đấu cho Chester, Southampton và Middleton Borough, cũng như một thời gian tại Heywood United.